# 雲林県長
雲林県長は、台湾の雲林県の県長である。

## 一覧
| 代数 | 氏名   | 政党              | 任期                            |
| ---- | ------ | ----------------- | ------------------------------- |
| 1    | 呉景徽 | 中国国民党        | 1951年6月1日 - 1954年6月2日     |
| 2    | 呉景徽 | 中国国民党        | 1954年6月2日 - 1957年6月2日     |
| 3    | 林金生 | 中国国民党        | 1957年6月2日 - 1960年6月2日     |
| 4    | 林金生 | 中国国民党        | 1960年6月2日 - 1964年6月2日     |
| 5    | 廖禎祥 | 中国国民党        | 1964年6月2日 - 1968年6月2日     |
| 6    | 廖禎祥 | 中国国民党        | 1968年6月2日 - 1973年2月1日     |
| 7    | 林恒生 | 中国国民党        | 1973年2月1日 - 1977年12月20日   |
| 8    | 林恒生 | 中国国民党        | 1977年12月20日 - 1981年12月20日 |
| 9    | 許文志 | 中国国民党        | 1981年12月20日 - 1985年12月20日 |
| 10   | 許文志 | 中国国民党        | 1985年12月20日 - 1989年12月20日 |
| 11   | 廖泉裕 | 中国国民党        | 1989年12月20日 - 1993年12月20日 |
| 12   | 廖泉裕 | 中国国民党        | 1993年12月20日 - 1997年12月20日 |
| 13   | 蘇文雄 | 中国国民党        | 1997年12月20日 - 1999年8月12日  |
| 代理 | 李学聡 | 中国国民党        | 1999年8月12日 - 1999年11月6日   |
| 補選 | 張栄味 | 無所属→中国国民党 | 1999年11月6日 - 2001年12月20日  |
| 14   | 張栄味 | 中国国民党→無所属 | 2001年12月20日 - 2005年3月21日  |
| 代理 | 李進勇 | 民主進歩党        | 2005年3月22日 - 2005年12月20日  |
| 15   | 蘇治芬 | 民主進歩党        | 2005年12月20日 - 2008年11月4日  |
| 代理 | 李応元 | 民主進歩党        | 2008年11月5日 - 2008年11月17日  |
| 復職 | 蘇治芬 | 民主進歩党        | 2008年11月17日 - 2009年12月20日 |
| 16   | 蘇治芬 | 民主進歩党        | 2009年12月20日 - 2014年12月25日 |
| 17   | 李進勇 | 民主進歩党        | 2014年12月25日 - 2018年12月25日 |
| 18   | 張麗善 | 中国国民党        | 2018年12月25日 - 2022年12月25日 |
| 19   | 張麗善 | 中国国民党        | 2022年12月25日 - 現職           |